# 陽虎
陽 虎（よう こ、生没年未詳）は、中国春秋時代の魯の政治家。別名は陽貨（ようか）。

## 生涯
出身地は不明。中国の春秋時代・戦国時代に栄えた小国魯（現：中国山東省南部）の公族である三桓氏の一つの季孫氏当主の季孫斯（季桓子）に仕えた。第23代君主昭公の時代の紀元前505年、季孫斯に反旗を翻して魯の実権を握る。
紀元前502年、叔孫氏・孟孫氏（仲孫氏）の家臣を従えて、三桓氏の当主たちを追放する反乱を起こして篭城戦を繰り広げたが、三桓氏連合軍に敗れ、魯の隣国である斉に追放された。
その後、宋・晋を転々とし、紀元前501年に晋の趙鞅（趙簡子）に召抱えられた。趙鞅は全家臣の反対を押し切って陽虎を召抱えたので、これに恩を感じた陽虎は、衛公室への介入を進める趙鞅のために暗躍するが、その後の消息は不明である。

## 孔子との関係
- 紀元前505年、魯の実権を握った陽虎は、孔子を召抱えようとした。孔子も陽虎に仕えようとしたが、それは実現しなかった。（論語 陽貨第十七）
- 陽虎と孔子の容貌は似ていた。孔子は、陽虎をうらむ人々によって陽虎と見間違えられ、危難に遭ったことがある。